# Gościniec abo krótkie opisanie Warszawy
Gościniec abo krótkie opisanie Warszawy – najstarszy przewodnik turystyczny napisany w języku polskim i najstarszy przewodnik po Warszawie. Utwór został napisany wierszem przez Adama Jarzębskiego w 1643.

## Znaczenie
Dzieło stanowi bardzo istotny dokument historyczny dla varsavianistów i obfite źródło wiedzy o Warszawie połowy XVII wieku. W oparciu o nie napisanych zostało wiele prac naukowych, w tym monografia Jerzego Lileyki Życie codzienne Warszawy za Wazów z 1984. Oprócz opisu miasta autor nakreślił w swoim dziele sylwetki mieszczan, rzemieślników, przekupek, zakonników, księży, wysokich urzędników państwowych, czy dworzan królewskich.
Ostatnie wydania przewodnika pochodzą z 1909 (tekst opracował Ignacy Chrzanowski) i 1974 (opracowanie Władysława Tomkiewicza).

## Krytyka
Niezależnie od wartości historiograficznej przewodnika, ma on, zdaniem Juliusza Wiktora Gomulickiego, liczne mankamenty literackie, w tym nieudolne rymy, które stały się przedmiotem krytyki ze strony edytorów, komentatorów oraz czytelników. Julian Ursyn Niemcewicz, który uznał utwór za niedbały i nudny, przedrukował go w 1822, przerabiając na prozę. Wincenty Korotyński stwierdził, że Jarzębski w swoim dziele rymuje w sposób okropny. Bronisław Chlebowski znalazł w Gościńcu niedołęstwo i niejasność prostaka, plączącego się w zamęcie mglistych i mylnych pojęć.
Tamci leżą mazowieckie
Książęta strute, niemieckie

(fragment na temat książąt mazowieckich, Stanisława i Janusza)